# مصاهرة
مصاهرة هي قرابة ناتجة بسبب الزواج، لا عن طريق نسب  قال الله تعالى ﴿وَهُوَ الَّذِي خَلَقَ مِنَ الْمَاءِ بَشَرًا فَجَعَلَهُ نَسَبًا وَصِهْرًا﴾.مثل : زوج الابنة، زوج الأخت، أهل الزَّوجة كالأبوين والأخوين والأخوال والأعمام والخالات.

## مفهوم المصاهرة
الصهر هو: اسم لما بين المرء وبين قرابة زوجه وأقاربه من العلاقة، ويسمى أيضا مصاهرة ؛لأنه يكون من جهتين ، فصهر الرجل قرابة امرأته، وصهر المرأة قرابة زوجها. قال الخليل : الصِّهْرُ: الختنُ، وأهل بيت المرأة يقال لهم الأَصْهَارُ .

## الفرق بين المصاهرة والنسب
قال الفراء: النسب الذي لا يحل نكاحه والصهر النسب الذي يحل نكاحه كبنات العم والخال ونحوهما من القرابة التي يحل تزويجها ، وقيل النسب سبعة أصناف ذكروا في {حُرِّمَتْ عَلَيْكُمْ أُمَّهَاتُكُمْ وَبَنَاتُكُمْ وَأَخَوَاتُكُمْ وَعَمَّاتُكُمْ وَخَالَاتُكُمْ وَبَنَاتُ الْأَخِ وَبَنَاتُ الْأُخْتِ} ،والصهر خمسة أصناف ذكروا في {وَأُمَّهَاتُكُمُ اللَّاتِي أَرْضَعْنَكُمْ وَأَخَوَاتُكُمْ مِنَ الرَّضَاعَةِ وَأُمَّهَاتُ نِسَائِكُمْ وَرَبَائِبُكُمُ اللَّاتِي فِي حُجُورِكُمْ مِنْ نِسَائِكُمُ اللَّاتِي دَخَلْتُمْ بِهِنَّ فَإِنْ لَمْ تَكُونُوا دَخَلْتُمْ بِهِنَّ فَلَا جُنَاحَ عَلَيْكُمْ وَحَلَائِلُ أَبْنَائِكُمُ الَّذِينَ مِنْ أَصْلَابِكُمْ وَأَنْ تَجْمَعُوا بَيْنَ الْأُخْتَيْنِ إِلَّا مَا قَدْ سَلَفَ} . قال القرطبي في الفرق بين النسب والصهر  : قال ابن عطية : وحكى الزهراوي قولا أن النسب من جهة البنين والصهر من جهة البنات . قلت : وذكر هذا القول النحاس .
قال ابن عثيمين :
” كثير من العامة لا يفهمون من كلمة الأنساب أو من كلمة الأرحام إلا أقارب الزوج والزوجة ، حتى الرجل يقول : هؤلاء أنسابي أو أرحامي لأنه تزوج منهم ، وهذا خطأ على اللغة والشرع ، فإن الأنساب هم القرابة من قبل الأب أو من قبل الأم ، والأرحام كذلك هم القرابة من قبل الأب أو من قبل الأم .
وأما أقارب الزوجين فإنهم يسمون أصهاراً لا أنساباً . قال الله تعالى :( وَهُوَ الَّذِي خَلَقَ مِنَ الْمَاءِ بَشَرًا فَجَعَلَهُ نَسَبًا وَصِهْرًا ) الفرقان/ 54 .جعل الله تعالى الصلة بين البشر بهذين الأمرين :النسب والصهر".

## المصاهرة في القرآن
وردت كلمة الصهر في القرآن في موضع واحد في سورة الفرقان ،قال تعالى: ﴿وَهُوَ الَّذِي خَلَقَ مِنَ الْمَاءِ بَشَرًا فَجَعَلَهُ نَسَبًا وَصِهْرًا﴾،  قال ابن سيرين : نزلت هذه الآية في النبي صلى الله عليه وسلم وعلي رضي الله عنه ; لأنه جمعه معه نسب وصهر . قال ابن عطية : فاجتماعهما وكادة حرمة إلى يوم القيامة . ،قال الجصاص : والصهر خمسة أصناف ذكروا في قوله وأمهاتكم اللاتي أرضعنكم إلى قوله وحلائل أبنائكم الذين من أصلابكم قال أبو بكر والتعارف في الأصهار أنهم كل ذي رحم محرم من نساء من أضيف إليه ذلك ولذلك قال أصحابنا فيمن أوصى لأصهار فلان أنه لكل ذي رحم محرم لنساء فلان وهو المتعارف من مفهوم كلام الناس قال والأختان أزواج البنات وكل ذات محرم من المضاف إليه الختن وكل ذي رحم محرم من الأزواج أيضا وقد يستعمل الصهر في موضع الختن فيسمون الختن صهرا.

## المحرمات بسبب المصاهرة
ذكر الفقهاء أن الإسلام حرّم بسبب المصاهرة أربعًا من النسوة هن :

### زوجة الأب
قال تعالى : ﴿و لا تنكحوا ما نكح آباؤكم من النساء إلا ما قد سلف﴾و زوجة الأب  تحرم بمجرد العقد عليها سواء أدخل بها أم لم يدخل .

### زوجة الابن
قال تعالى : ﴿و حلائل أبنائكم الذين من أصلابكم﴾ و زوجة الابن تحرم بمجرد العقد عليها .ولا فرق بين أن يكون الابن من النسب أو الرضاع، فزوجة الابن أو ابن البنت من الرضاع تحرم على أبيه وجدِّه تحريماً مؤبداً، كما تحرم زوجة الابن من النسب؛ لأنه «يحرم من الرضاع ما يحرم من النسب».

### أم الزوجة
قال تعالى :﴿و أمهات نسائكم﴾وأم الزوجة تحرم بمجرد العقد على ابنتها و ان لم يدخل بها.قال النبي : [أيما رجل نكح امرأة دخل بها أو لم يدخل فلا يحل له نكاح أمها] رواه الترمذي.قال أبو عيسى هذا حديث لا يصح من قبل إسناده وإنما رواه ابن لهيعة والمثنى بن الصباح عن عمرو بن شعيب والمثنى بن الصباح وابن لهيعة يضعفان في الحديث والعمل على هذا عند أكثر أهل العلم.

### بنت الزوجة
وهي الربيبة و يقصد بها بنت الزوجة  قال تعالى :﴿وربائبكم اللاتي في حجوركم من نسائكم اللاتي دخلتم بهن فان لم تكونوا دخلتم بهن فلا جناح عليكم﴾
و لا تحرم إلا بعد الدخول بأمها.

## مواضيع ذات صلة
- الزواج في الإسلام
- المحرمات من النساء

## وصلات خارجية
- موقع نداء الإيمان : المحرمات بسبب المصاهرة